# Ülpenich
Ülpenich is een plaats in de Duitse gemeente Zülpich, deelstaat Noordrijn-Westfalen, en telt 1060 inwoners (2009).